# フリースクール運動
フリースクール運動（英語: free school movement、もしくはニュー・スクール(new schools)、オルタナティブスクール運動(alternative schools movement)）とはアメリカ合衆国で1960年代から70年代まで行われた教育改革運動であり、オルタナティブ・スクールやインデペンデント・コミュニティ・スクールを通して堅苦しい学校教育を変えようという目的で行われた。

## 起源と影響

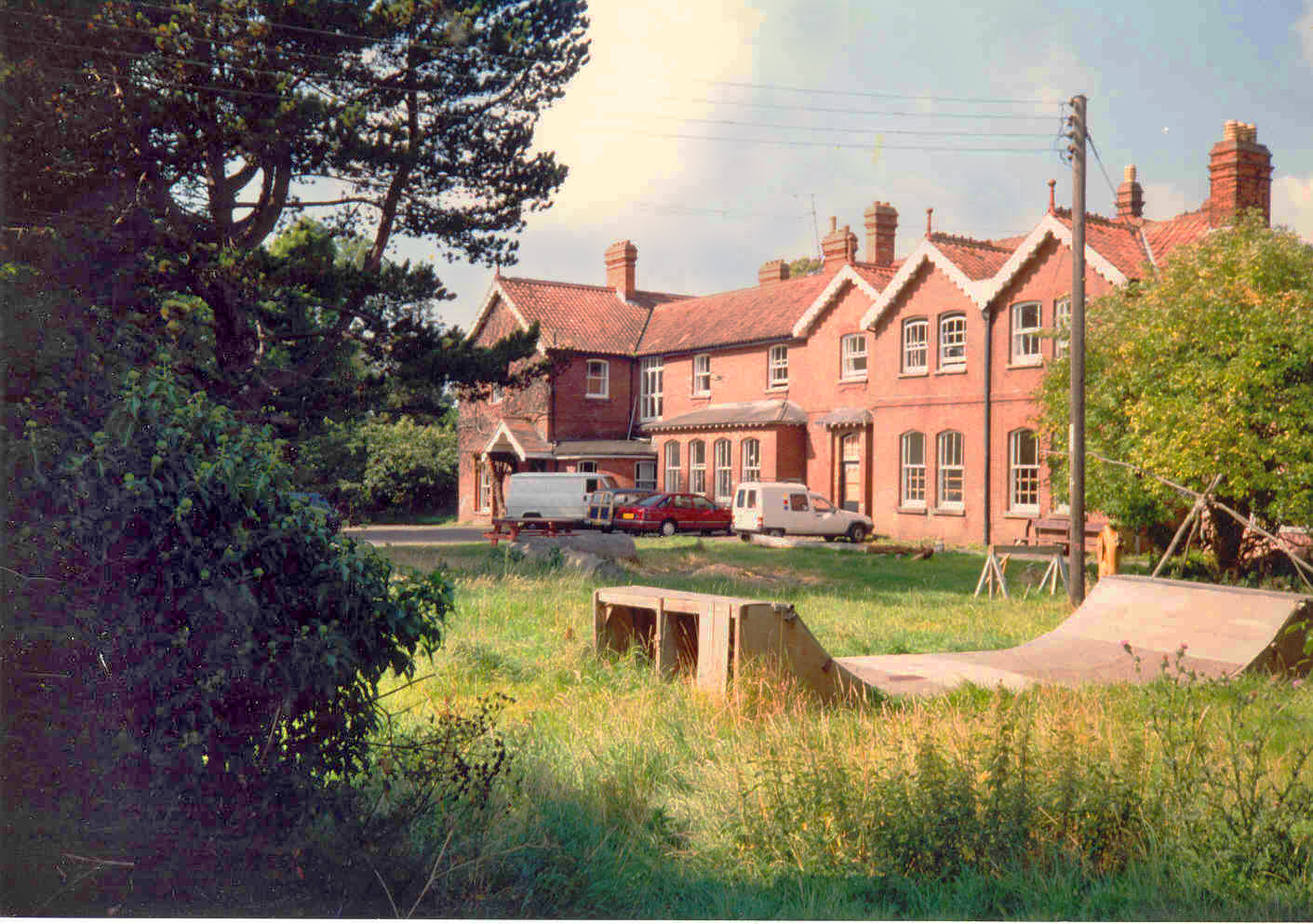
アメリカ合衆国初のフリースクールのモデルとなったサマーヒル・スクール（1993年）

1960年代のカウンターカルチャーにおいて広まった社会機関への幻滅は、地元の公立教育機関制度から外れたオルタナティブ・スクールが授業料や慈善活動による寄付によって成り立つようになった。これらはアメリカ合衆国全体や中央組織無き運営による現在の教育制度に反発した親、教師、学生によって設立されたが、基本的に小規模かつ草の根による代替カリキュラムによるものだった。携わった人々の哲学は一般的に、カウンターカルチャー、A・S・ニイルやサマーヒル・スクール、進歩主義時代における児童中心の進歩主義教育、モダン・スクールやフリーダム・スクールが起源になっている。運動において影響力があったのはポール・グッドマン、エドガー・Z・フライデンバーグ、ハーバート・コール、ジョナサン・コゾル、ジェームス・ハーンドン、A・S・ニイルが1960年に著した『サマーヒル』、ジョージ・デニソンが1969年に著した『The Lives of Children』、ジョナサン・コールが1972年に著した『Free Schools』である。また、運動における考え方の変遷は『transference of ideas』やアメリカン・サマーヒル協会が追っている。
「フリースクール」と自ら名乗る学校や関連する運動の定義や主眼は明確に線引されたわけではなく、単に学校間の幅広い種類があるだけで、この運動は単一のイデオロギーに固執したわけではないが、これらの「フリースクール」は外部の利害関係もしくは社会的不正義に起因する露骨な政治的演説のどちらかによって空想文化的に撤退してしまう2つの傾向があった。一部の学校では自主統治による参加民主主義を実行していた。フリースクール運動はニュー・スクールもしくはオルタナティブ・スクール運動とも称される。著作家のロン・ミラーはフリースクール運動の重要性を家族が子どもたちに任せることや子どもたちが自分のペースで覚えることだと定義している。

## 隆盛
アレン・グローバードはフリースクールの増加を分析していて、1967年に25校だったのが1972年に約600校に増えており、1971年から1972年にかけて200校も増えたと推測している。これらの学校では学生が平均33人学んでいた。ほとんど全てのアメリカ合衆国のフリースクールはサマーヒル・スクールや関連書籍が元になっている。そして多くの学校は公園、教会、放棄された建築物と従来と異なる場所で始められた。
何百校も開校したことやオープンエデュケーションにおける公益によって1972年に運動は最盛期を迎えた。

## 衰退と遺産
しかし、1970年代に保守主義が隆盛したことや特にニクソンの教育政策によって運動は衰えていった。
2012年にハフィントン・ポストで「the movement is revving up again」というアメリカ合衆国にある教育革命を起こした100校以上のフリースクールについて取り上げた記事が掲載された。これらの学校はほとんどアメリカ合衆国において民間であり、一般的に中間、上位中産階級の家族向けである。著作家のロン・ミラーはオルタナティブ・スクールの草の根運動標準化の功労者と評されている。2006年にCBSニュースは何校残っているか不明ながら継続しているフリースクールを取材していて学生が運営を自分で決めていて民主主義的だと評した。
教育史研究者のディアン・ラヴィッチは2004年に、これらの学校の機能は個人個人の貢献をフリースクールの重点に置いているので教育を受けた家族の学生にとって最も良いと述べている。『The Manhattan Family Guide to Private Schools and Selective Public Schools』のヴィクトリア・ゴールドマンやエリック・ドナルド・ハーシュは同じ考えを反映させていて、さらにハーシュは「これらの利点を持ってない子どもたちには役立つものではなかった」と付け加えている。ラヴィッチは「フリースクールの価値は優秀な学生をテストする傾向と矛盾する」と信じている。